# Пенмарк
Пенмарк (фр. Penmarch) — коммуна на северо-западе Франции, находится в регионе Бретань, департамент Финистер, округ Кемпер, кантон Пон-л’Аббе. Расположена на побережье Атлантического океана, на территории исторической области Земля Бигуден в крайней юго-западной части полуострова Бретань, в 31 км к югу от Кемпера. 
Население (2019) — 5 149 человек.

## История
На территории коммуны Пенмарк находится несколько менгиров и два кургана, свидетельствующие о пребывании человека в этих местах как минимум с галльского периода. Еще несколько менгиров, обнаруженных в XIX веке, до наших дней не сохранились. Большое количество древних памятников дало основание открыть в 1924 году в Пенмарке Музей древней истории Финистера.
В XIV-XV веках Пенмарк был одним из самых процветающих городов Бретани, его население составляло около 10 тысяч человек. Этому способствовала богатая треской рыбная банка в двадцати километрах к западу от Пенмарка. Порт также торговал коноплей, холстами, мясом и зерном с испанскими портами Галисии и Астурии. Город был настолько ориентирован на морскую торговлю, что прилегающие к нему земли долго оставались нетронутыми, и потребовалось вмешательство властей, чтобы добиться их освоения. До середины XV моряки Пенмарка занимались каботажем, охватывая прибрежные воды Нормандии, Англии и Испании. Период процветания закончился с открытием рыбных банок в Исландии и около Ньюфаундленда. 
Возрождение Пенмарка началось во второй половине XIX века после двух столетий экономического спада. Это было связано с ростом промысла сардин и развитием консервной промышленности. За полвека население увеличилось в три раза. Конец XIX века ознаменовался постройкой 60-метрового маяка Экмюль, который освещает территорию около 100 км. 

## Достопримечательности
- Церковь Святой Нонны XV-XVI веков в стиле пламенеющей готики
- Готическая часовня Святой Мадлен XII-XVI веков
- Готическая церковь Святой Тюметты XVI века
- Маяк Экмюль на краю мыса Пенмарк
- Шато Гоэланд

## Экономика
Структура занятости населения:
- сельское хозяйство — 15,1 %
- промышленность — 18,6 %
- строительство — 3,4 %
- торговля, транспорт и сфера услуг — 41,0 %
- государственные и муниципальные службы — 21,9 %

Уровень безработицы (2018) — 15,4 % (Франция в целом —  13,4 %, департамент Финистер — 12,1 %). 

Среднегодовой доход на 1 человека, евро (2018) — 21 530 (Франция в целом — 21 730, департамент Финистер — 21 970).

## Демография
Динамика численности населения, чел.

## Администрация
Пост мэра Пенмарка с 2020 года занимает Гвенола Ле Троадек (Gwenola Le Troadec). На муниципальных выборах 2020 года возглавляемый ею независимый блок победил во 2-м туре, получив 50,57 % голосов.
| Период | Период | Фамилия            | Партия                         | Примечания                                                               |
| ------ | ------ | ------------------ | ------------------------------ | ------------------------------------------------------------------------ |
| 1977   | 1983   | Роже Коклен        | коммунистическая партия        | инструктор автошколы                                                     |
| 1983   | 1995   | Пьер Драулек       | Союз за французскую демократию | лейтенант жандармерии, член Генерального совета департамента             |
| 1995   | 2001   | Корантен Кадью     | Социалистическая партия        |                                                                          |
| 2001   | 2014   | Жаклин Лазар       | Социалистическая партия        | профессор медико-социальных наук, депутат Национального собрания Франции |
| 2014   | 2020   | Рено Тантер        | Социалистическая партия        | служащий                                                                 |
| 2020   |        | Гвенола Ле Троадек | Разные левые                   |                                                                          |

## Города-побратимы
- Ширлинг, Германия
- Скибберин, Ирландия

## Галерея

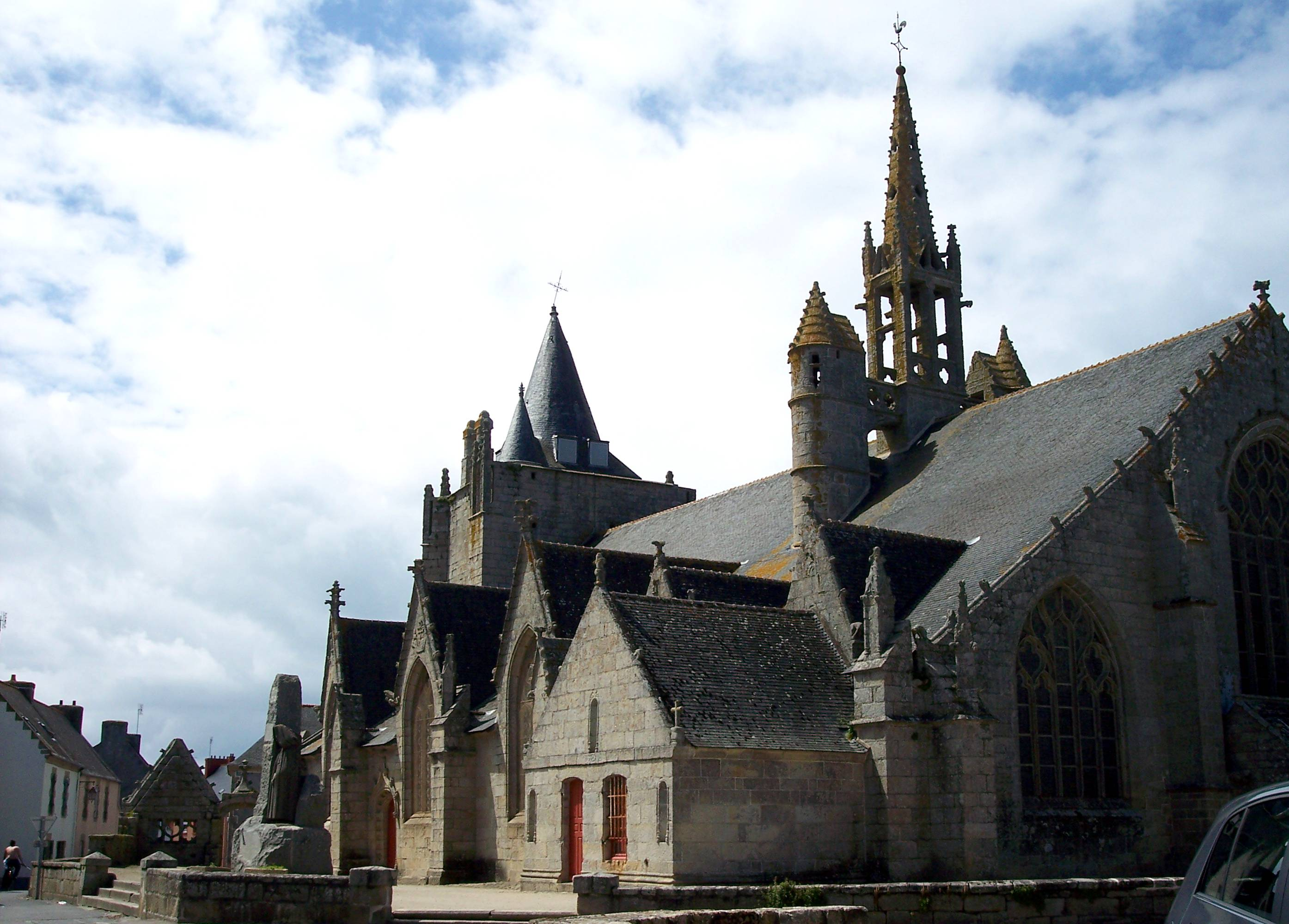
Церковь Святой Нонны
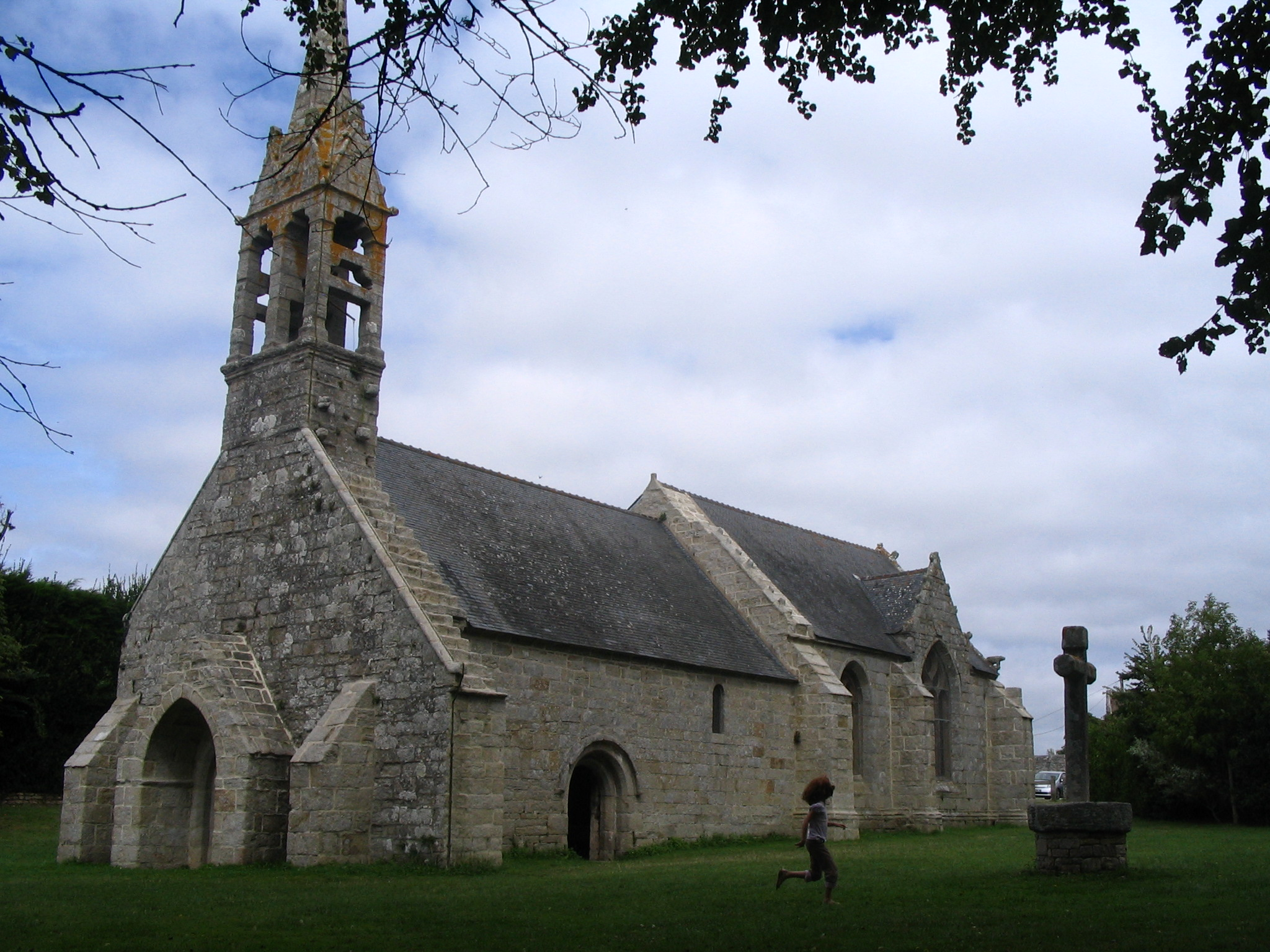
Часовня Святой Мадлен
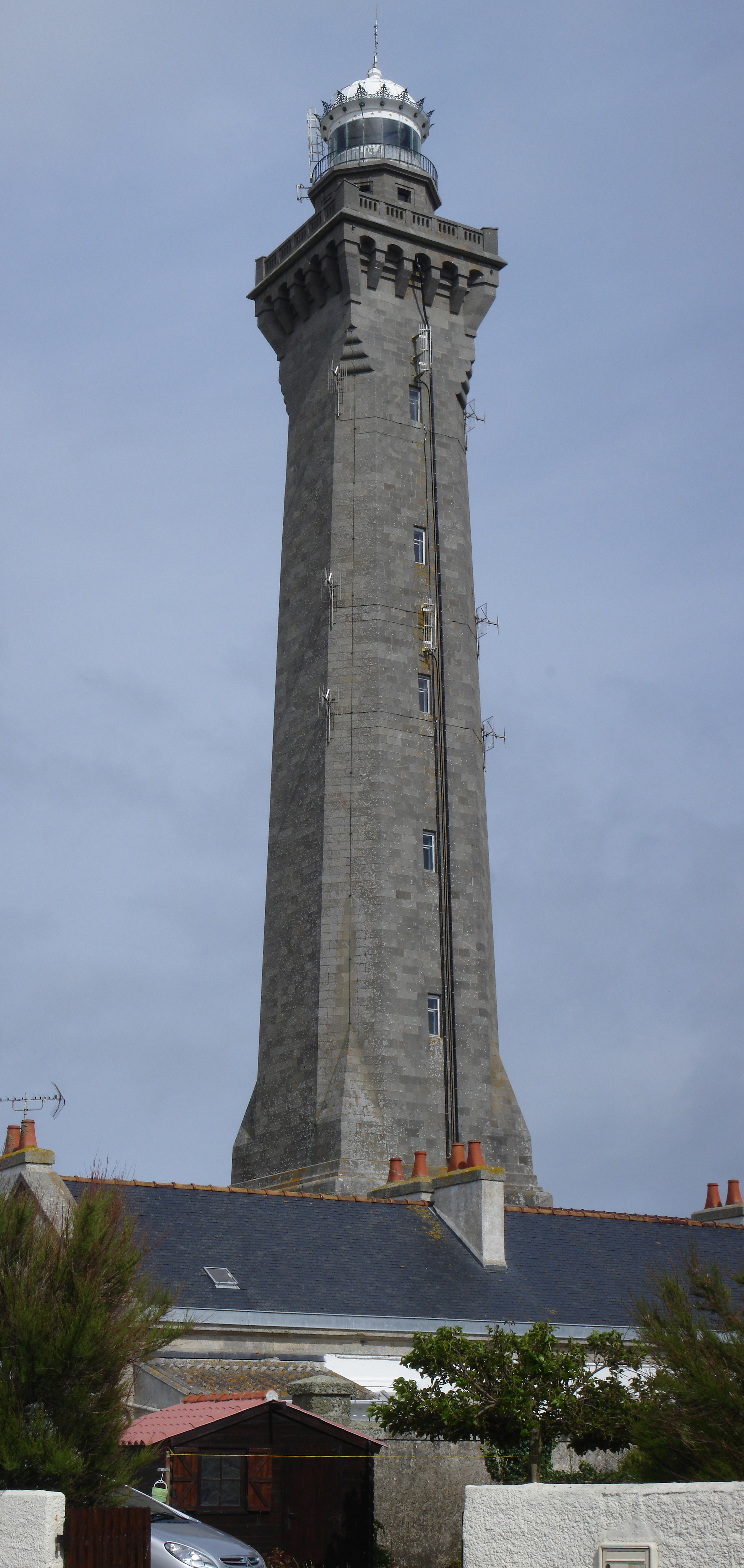
Маяк Экмюль
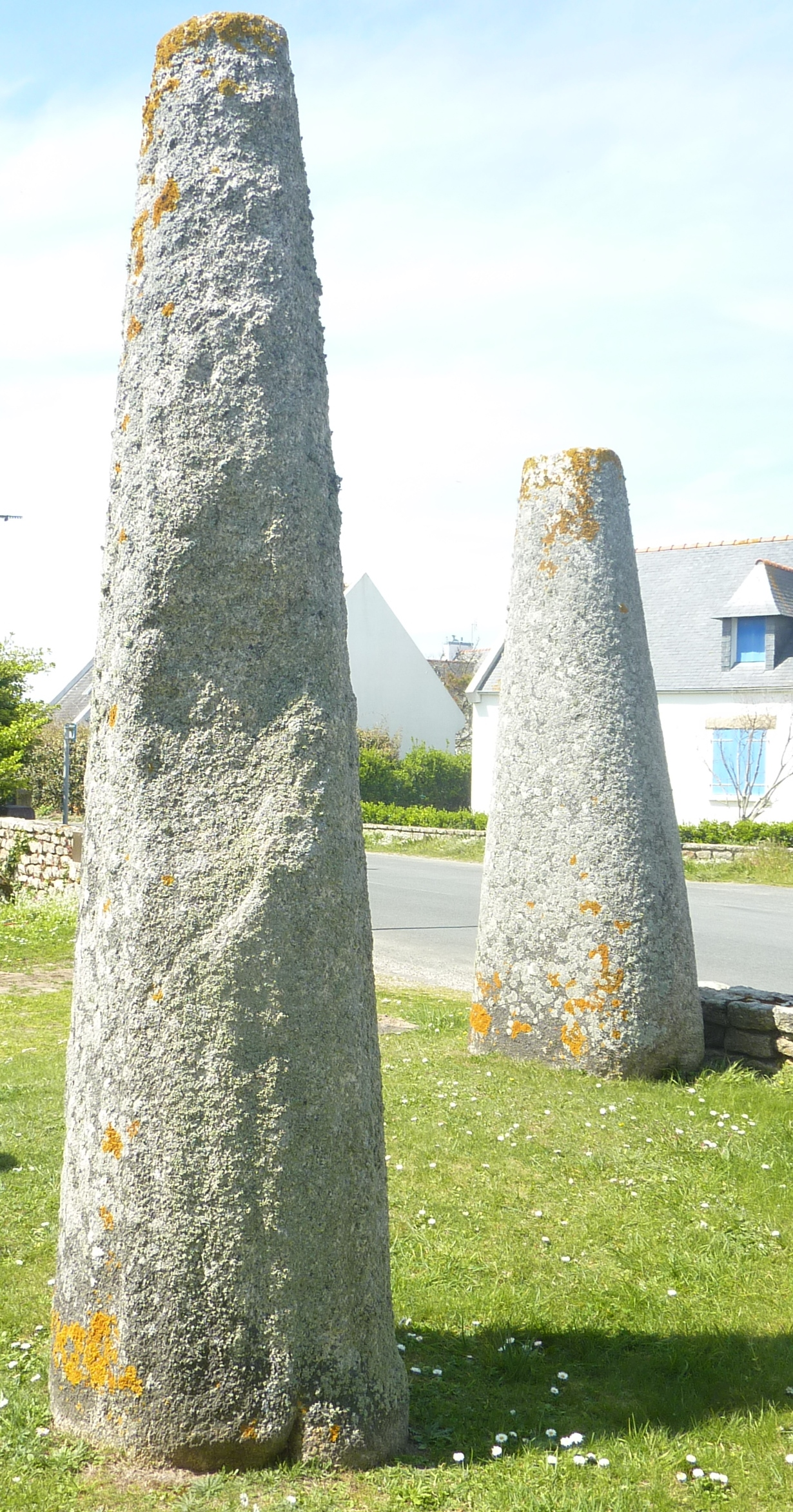
Менгиры